# MDMAのドーパミン作動性神経毒性についての撤回された論文
「MDMA（エクスタシー）の一般的な娯楽的用法後の霊長類での重度のドーパミン作動性神経毒性」"（"Severe dopaminergic neurotoxicity in primates after a common recreational dose regimen of MDMA("ecstasy")"）とは、ジョージ・リコートによる論文であり、一流雑誌『サイエンス』に掲載され、後になって撤回されたものである。
論文が撤回されたことで、そもそもこれが掲載されたのは妥当だったのかという疑問が呈された。また、この論文によって査読のプロセスにも疑問がある、とも言われた。多くの人が、論文における欠陥（指定外の物質の使用）は査読では見つけることができなかったのではないか、とか、あるいは、科学的なプロセスは結果的には首尾よく働いたのだ、なぜなら論文が最終的には撤回されたのだから、などと論じた。
この論文は『サイエンス』の2002年9月27日号（297巻、2260-3頁）で公表された。論文は2002年5月29日に『サイエンス』に対して提出され、2002年8月14日に出版に向けて受理された。査読に要した期間も、出版のための受理日から実際の出版日までの期間も普段と特に違ったところはなかった。

## 最初の出版
リコートのその論文は、『サイエンス』の2002年9月27日号の、16本の reports（論文）の中に混じって公開され、「この号における研究のハイライト」欄の中でも特別に目立たされていたわけでもなかった。その論文についての短い論評は、「デザイナードラッグのより大きな危険性」と名付けられ、「エクスタシー」の使用がセロトニン作動性シナプス伝達を変えることを示している、以前に出版された調査に読者の関心を向けるものであった。サイエンス誌はまた、「エクスタシー」をサルでのドーパミン作動性神経毒性へと関連付けつつ、リコートの論文が、「エクスタシー」の娯楽的な薬物使用はドーパミン機能不全に関連する神経精神疾患（パーキンソン病のような）を発症させる危険に自らを晒している可能性があることを示唆した、と解説した。
「今週のニュース」と名付けられた2002年9月27日号のサイエンスのセクションには、記者のコンスタンス・ホールデンによる「薬物はレイバーをイライラをさせることができることを発見」（2185-2187頁）という記事が掲載されていた。この報道取材は、リコートの論文を多少特別に目立たせていた。ホールデンの解説は、リコートの論文は人間の娯楽的な薬物の使用者に永続的な脳損傷をもたらす「エクスタシー」の能力に関する激しい科学的な議論の一環であったと強調した。この報道記事は、なぜほかの研究者がエクスタシー誘発性のドーパミン作動性神経毒性を観察するのに失敗したかを説明しようとする、リコート教授からの推測的なセクションを含んでいた。リバプール大学のジョン・コールは、リコートの論文におけるドーパミン作動性神経毒性の結果は驚くべきもので、「すべての文献は、MDMAは選択的セロトニン作動性神経毒であるという考えに依拠している」と語った、と説明した。

## 最初の出版に対する報道機関の対応
アラン・レシュナー、国立薬物乱用研究所（NIDA）の前所長で、サイエンスを出版しているアメリカ科学振興協会の最高責任者は同意し、「これは一夜の使用でさえあなた自身の脳でロシアン・ルーレットをしている、ということを意味している」と言った。—ワシントン・ポスト、2002年9月30日
リコートによる発見は、客に薬物を使用させている件でクラブオーナーやイベントプロモーターを起訴しやすくする、「レイブ法」として知られる違法薬物反拡散法を制定すべく準備をしていた議会において広く引き合いに出された。議会は2003年4月10日にレイブ法を可決した。その結果、税金を用いて公共広告が打たれることになり、その広告において、1回のエクスタシーがあなたの脳を破壊するかも知れない、と宣言されることになった。—E-fer Madness, Salon.com, 2003

## レイブ法
この撤回された論文は、エクスタシーが実際に起こしうることよりも、はるかに有害であるかのような印象を市民に残した。このような認識は「エクスタシーへのアメリカ人の脆弱性の低減法」の成立に影響を与えたかもしれない。この法案は、別の法案に付加される形で4月に法制化されたもので、クラブオーナーに対して敷地内における薬物使用についても責任を求めるものである。批評家たちは、この法律はエクスタシーの使用を減らしそうにもなく、かえって、エクスタシーで生じる危険な過度の興奮を落ち着かせるための部屋のような、使用者を保護するための自主対策を打つことを、クラブオーナーに躊躇させてしまうだろう、というのはそのような部屋を用意すると薬物が使用されていることをクラブオーナーが知っていたと認めたに等しくなってしまうからである、と述べた。リコートの研究が公表されていなくても、法律はどのみち通過しただろうが、ニュースは確かに切迫感を与えた。—Nature 2003
このヘボ研究が公表された数週間後、下院小委員会の「エクスタシーへのアメリカ人の脆弱性の低減法」（レイブ法）の公聴会において、その研究の結論部分が、証人によって繰り返し用いられた。—Village Voice 2004

## 研究に対する懸念の公表
『サイエンス』2003年6月6日号は、2002年9月のリコートの論文の結果を疑問視した投書（「MDMA ("エクスタシー")と神経毒性」、300号、1504-1505頁）を含んでいた。リコートは回答の提供を許可された。リコートは2002年9月の論文の結果に立っており、その上、用心深い臨床MDMA研究は脳損傷を引き起こす危機に陥ったことを示唆した。

## 正式な撤回
2002年9月のリコートの論文の撤回は、『サイエンス』の2003年9月12日（301巻、1479ページ）にて公表された。リコートは、メタンフェタミンが以前に報告したドーパミン作動性神経毒性の原因であった、「エクスタシー」ではないと言った。撤回文書は、薬品の納入業者が、同日中にリコートの研究室に出荷された2つの瓶（ひとつは「エクスタシー」が入っている、もうひとつはメタンフェタミンが入っている）のラベルを取り違えたことを示唆しているようであった。

## 撤回の余波
『サイエンス』2003年9月12日号では、ほかにもコンスタンス・ホールデンの「有毒なパーティドラッグについての論文は薬瓶の取り違えに止められた」と名付けられた「今週のニュース」記事もあった。ホールデンは、薬品の納入業者のリサーチ・トライアングル・インスティチュートが、薬品の瓶のラベルを取り違えることができたかを確かめるための、その手順の綿密な調査を実施したと伝えた。リコートはそれでも、マウスのドーパミン・ニューロンに対しMDMAの毒性が示された前回の結果に関心を持っていると伝えた。
「今年の出来事の見直し」は、サイエンスの2003年12月19日号（302巻、2033頁）に公表され、編集長のドナルド・ケネディは「科学的なへまのために実り多き年でもあった。私たちは一つを分かち合った：娯楽薬のエクスタシーが入ったある薬瓶を、メタンフェタミンが入っている薬瓶と取り違え、そして我々はなかったと願いたい論文を出版した」と書いた。
ネイチャー誌の論説は、撤回を「薬物研究の歴史の中でも実に奇妙な出来事の一つ」と呼び、
さらに「アメリカの果てしない”薬物戦争”を支援する人たちによる、非常に大きなプレッシャーに直面してその独立性を保つNIDAの能力に、識者は疑問を抱いてきた」と述べた。
この出来事の別の注目すべき特徴は、AAAS会長とNIDAの元所長であるアラン・レシュナーによる、出版された時点でのその研究の公認である。なぜAAASの幹部が、ましてや当初数人の専門家により結果が疑問視されていたその雑誌に掲載された特定の結果を、公に普及することに関らねばならないのかは明らかではない。AAASは、9月5日金曜の午後遅くに撤回を公表し、最初の論文を取り囲む過剰宣伝と全く対照的な抑えられたメディア報道に帰着している。—Nature 2003
『サイエンティスト』のインタビューで、イギリスの科学者のコリン・ブレイクモアとレスリー・アイバーセンは、サイエンスの編集者と記事についてどのように懸念を伝えたか説明した。「とんでもない不祥事だ」とアイバーセンはサイエンティストに語った。「それは、政府が示してほしいものを主に示すために違法薬物について研究するように思われる科学者のある種の別の例である。彼らはこの種の偏った仕事をするために政府から多額の助成金を引き出す」